# Jacques Antoine Charles Bresse

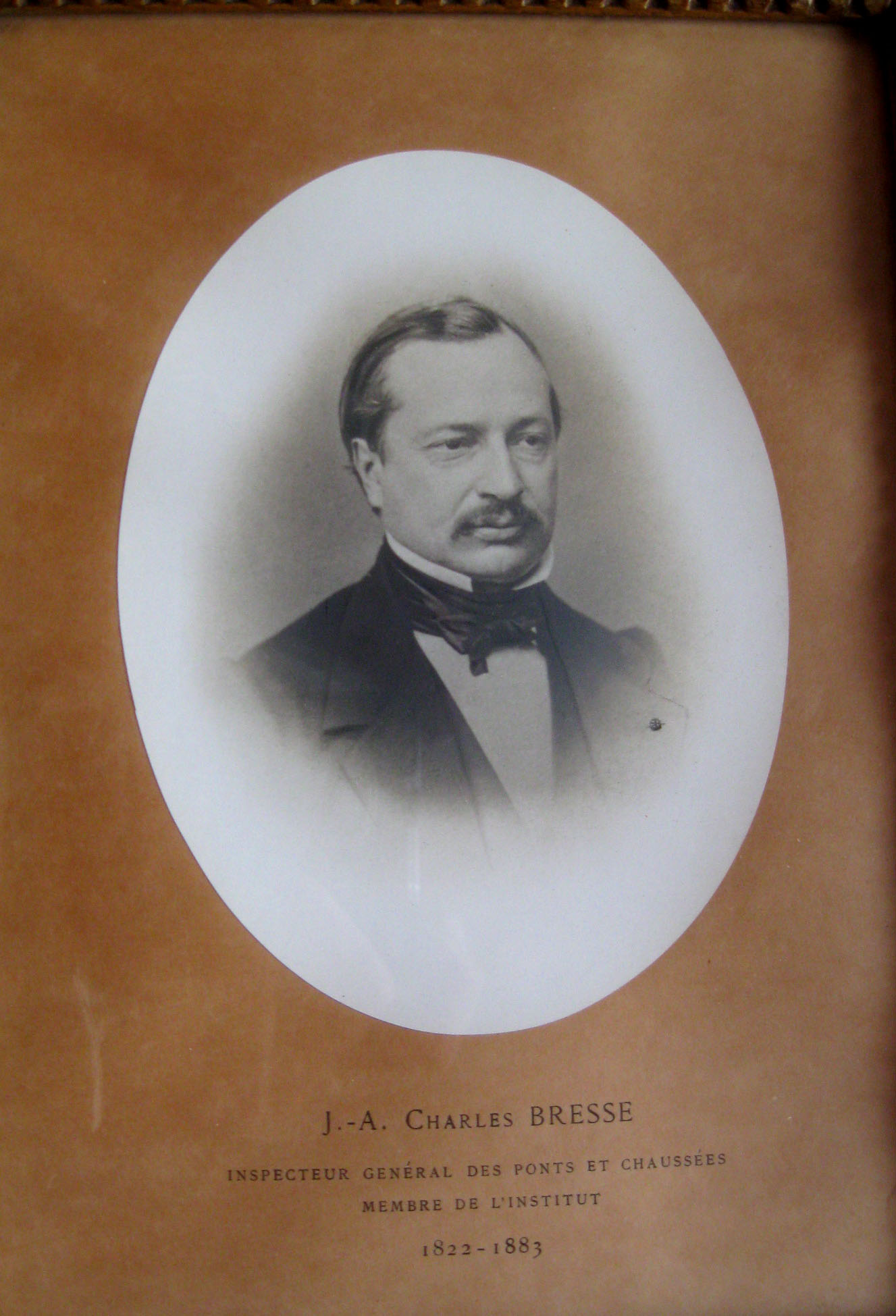

Jacques Antoine Charles Bresse (9 tháng 10 năm 1822 tại Vienne, Isère – 22 tháng 5 năm 1883 tại Paris) là một kỹ sư xây dựng chuyên ngành cầu đường và kĩ sư thủy lực người Pháp, nổi tiếng với việc thiết kế và đưa vào sử dụng động cơ thủy lực. Ngoài ra ông cũng đóng góp nhiều công thức tính toán cầu sắt cho đường xe lửa.
Bresse tốt nghiệp Trường Bách khoa Paris năm 1843 và nhận bằng kĩ sư tại Trường Cầu đường Quốc gia Pháp. Ông quay lại làm giảng viên Trường Cầu đường Quốc gia Pháp môn cơ học ứng dụng năm 1848 và đến năm 1853 nhận chức danh giáo sư về cơ học ứng dụng, kế vị Jean-Baptiste Charles Bélanger. Ông dạy tại trường và Trường Bách khoa Paris đến khi mất năm 1883 .
Những công trình của Bresse còn có nghiên cứu về độ uốn của xà và vòm. Trong lĩnh vực đó ông là một trong những người đóng góp chủ yếu, với Barré de Saint-Venant . Công trình của cả hai phát triển từ những nghiên cứu của Henri Navier . Bresse đã hệ thống hoá những nghiên cứu về mái vòm và đưa ra tổng quan cho các trường hợp cụ thể  · .
Tên ông được khắc trên tháp Eiffel.

## Công trình
- Recherches analytiques sur la flexion et la résistance des pièces courbes (Nghiên cứu phân tích về độ uốn và sức chịu đựng của các vật thể cong), 1854 (với bảng số) (tiếng Pháp)
- Bresse, Jacques Antoine Charles, Water-wheels; Or, Hydraulic Motors (Động cơ nước, hay động cơ thủy lực), John Wiley & Sons, New York 1869 (tiếng Anh)
- Cours de mécanique appliquée, professé à l'École impériale des ponts et chaussées (Bài giảng về cơ học ứng dụng ở Trường Cầu đường Quốc gia Pháp), 1880 (tiếng Pháp)
- Cours de mécanique et machines professé à l'École polytechnique (Bài giảng về cơ học và máy móc ở Trường Bách khoa Paris), 1885 (tiếng Pháp)